# گرند اسپورت
گرند اسپورت (انگلیسی: Grand Sport) شرکت تجهیزات ورزشی تایلندی است، که در سال ۱۹۶۱ تأسیس شد.